# 五方よし
合同会社五方よし（ごほうよし、英: Fivewin LLC.）は、東京都中央区に本社を置くDXインテグレーション企業である。

## 概要
パラレルキャリア人材の役員、社員、スタッフへの登用、パラレルキャリア活動を公式に社内で推進しており、ダイバーシティー経営を実践している企業。
また定款へのデジタルネイティブ企業に関する明示をした日本初の企業である。

## 企業理念
「五方よし」
事業活動において「売り手」「作り手」「遣い手」「社会」「未来」の五つの要素すべてをより良くする「五方よし」を実践を通じてSDGsの達成を目指し、サスティナブルソサエティを実現する。

## 事業内容
DX（Digital Transformation）インテグレーションを通じて豊かな社会づくりに貢献する事を目指し、デジタルソリューション開発、人材キャリア推進、一次産業スマート化、研修セミナー事業、産官連携・社会貢献事業の5つを柱とした事業を行っている。また、積極的なスタッフ等のパラレルキャリア推進に取り組んでおり、高度な専門性を有する人材が多数在籍する。それぞれが持つ専門性を活かした社内外から参画するプロジェクト型事業も行われている。

## 産官連携・社会活動
- 総務省、厚生労働省、内閣府主催「テレワーク・デイズ2021」特別協力団体としてテレワーク実施[4]（2021年8月）
- デジタル庁主催「2021年デジタルの日」賛同企業としてWebイベントを開催[5]（2021年10月）
- 東リ町フェス実行委員会主催街づくりイベント「東リ町アートフェス」、藤沢市と五方よし後援で開催[6]（2021年10月）
- 東京都中小企業振興公社主催キャリア開発イベントへの講師派遣を実施[7]（2021年12月）

## 許認可登録
- 電気通信事業者（総務省関東総合通信局届出）　No.A-03-19045[8]
- パートナーシップ宣言登録企業（内閣府、中小企業庁）[9]

## 所属団体
- IoT推進コンソーシアム[10]　法人会員（2021年8月~）
- PRTimes社スタートアップチャレンジ認定スタートアップ企業[11]（2021年9月~）

## 沿革
- 2021年5月 - 任意団体うずら研究所設立（合同会社五方よしの前身団体）
- 2021年6月 - 法人設立準備室開設
- 2021年7月 - 合同会社五方よし法人設立
- 2021年10月 - 一般社団法人パラレルキャリアマネジメント協会（PACMA）と提携発表[12]